# Yasmin (film din 2004)
Yasmin este o dramă regizată de Kenneth Glenaan ce tratează viața membrilor unei comuntăți de imigranți pakistanezi în Marea Britanie înainte și după atentatele din 11 septembrie 2001. Personajul principal, Yasmin, interpretat de Archie Panjabi, duce o viață dublă, pendulând între societatea occidentală și tradițiile comunității pakistaneze.

## Distribuție
- Archie Panjabi - Yasmin Husseini
- Renu Setna - Khalid
- Steve Jackson - John
- Syed Ahmed - Nasir
- Shahid Ahmed - Faysal Husseini
- Badi Uzzaman - Hassan
- Amar Hussain - Kamal
- Joanna Booth - Cheryl
- Emma Ashton - Sam
- Rae Kelly Hill - Wendy
- Tammy Barker - Anna
- Suraj Dass - Kashiff
- Miriam Ali - Amina
- Mary Wray - Mary
- Joyce Kennedy - Bobby

## Premii
- Premiul publicului la Festivalul Filmului Britanic de la Dinard (Franța) în 2004, 
primit de regizorul Kenneth Glenaan
- Premiul juriului ecumenic  la Festivalul Internațional de Film de la Locarno (Elveția) în 2004, 
primit de regizorul Kenneth Glenaan
- Premiul Coup de Cœur la Festivalul Internațional al Filmului de Dragoste de la Mons (Belgia), 
primit de regizorul Kenneth Glenaan
- Premiul Ciné Femme pentru cea mai bună actriță la Festivalul Internațional al Filmului de Dragoste de la Mons (Belgia), 
primit de actrița Archie Panjabi
- Premiul pentru cea mai bună actriță la  Festivalul Internațional de Televiziune de la Reims (Franța), 
primit de actrița Archie Panjabi

## Diverse
O scenă în care un grup de copii aruncă cu produse alimentare în mătușa Yasminei prezintă o doamnă în vârstă ce își cere scuze pentru comportamentul copiilor. Intervenția acesteia nu fusese prevăzută în scenariu, ci s-a petrecut deoarece femeia credea că este vorba despre o întâmplare reală.